# Список німців курдського походження
Це список видатних осіб, які повністю або частково мають курдське походження, які виросли та/або живуть у Німеччині.

## Академія та медицина
- Джамал Небез, лінгвіст, математик, політик, письменник, перекладач і письменник
- Бахтяр Алі, прозаїк, інтелектуал, літературний критик, есеїст і поет
- Рауф Джейлан, німецько-турецький соціолог і письменник
- Халіл Рашоу, академік, письменник і дослідник
- Надя Мурад – правозахисниця, лауреат Нобелівської премії миру
- Ханна Омархалі - академік і дослідник
- Гюльшен Акташ, вихователь

## Художники
- Бахзад Сулейман – перформанс-мейкер і візуальний художник

## Атлети
- Агіт Кабайель, боксер
- Деніз Накі, футболіст
- Махмуд Дахуд, футболіст

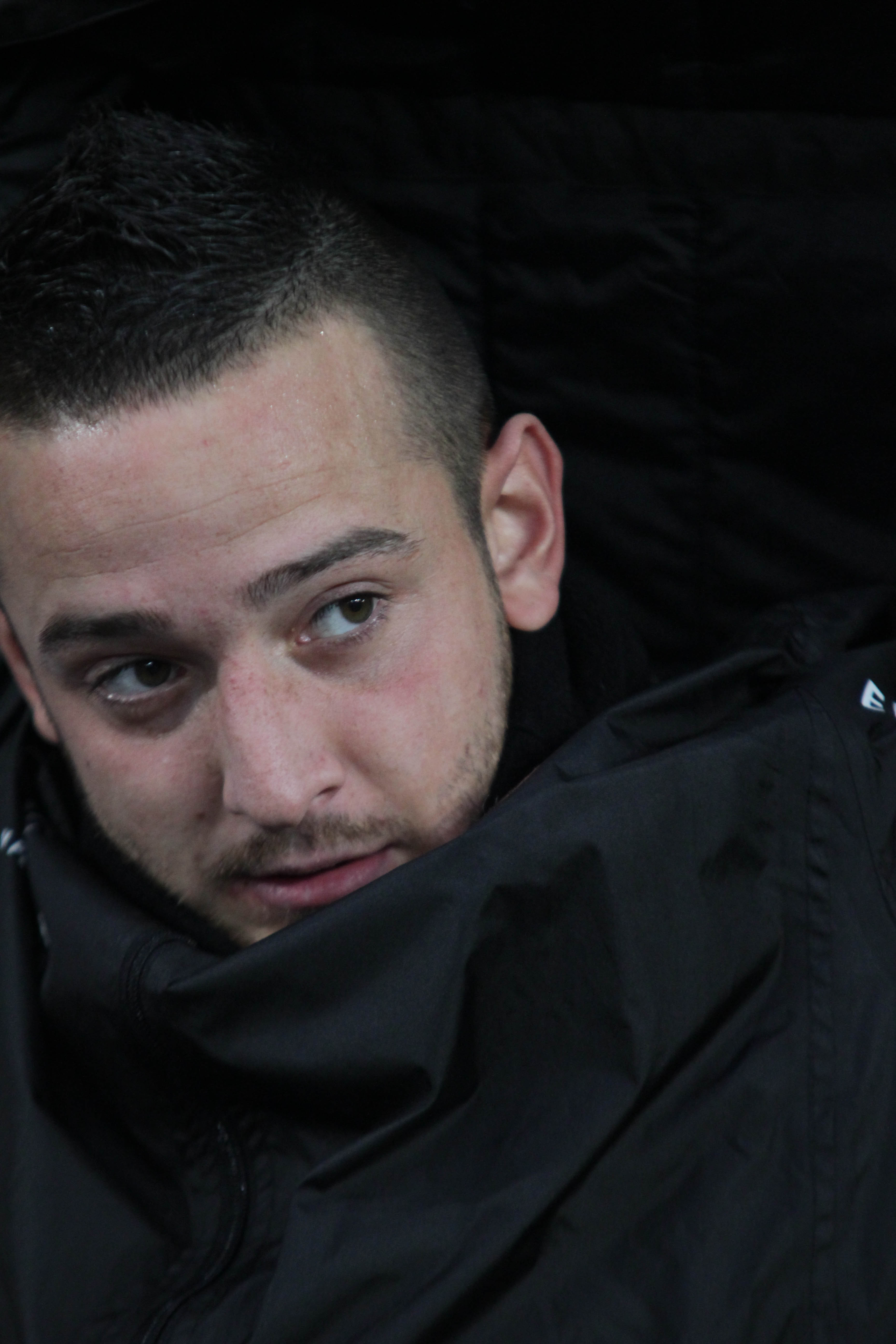
Деніз Накі (2012)

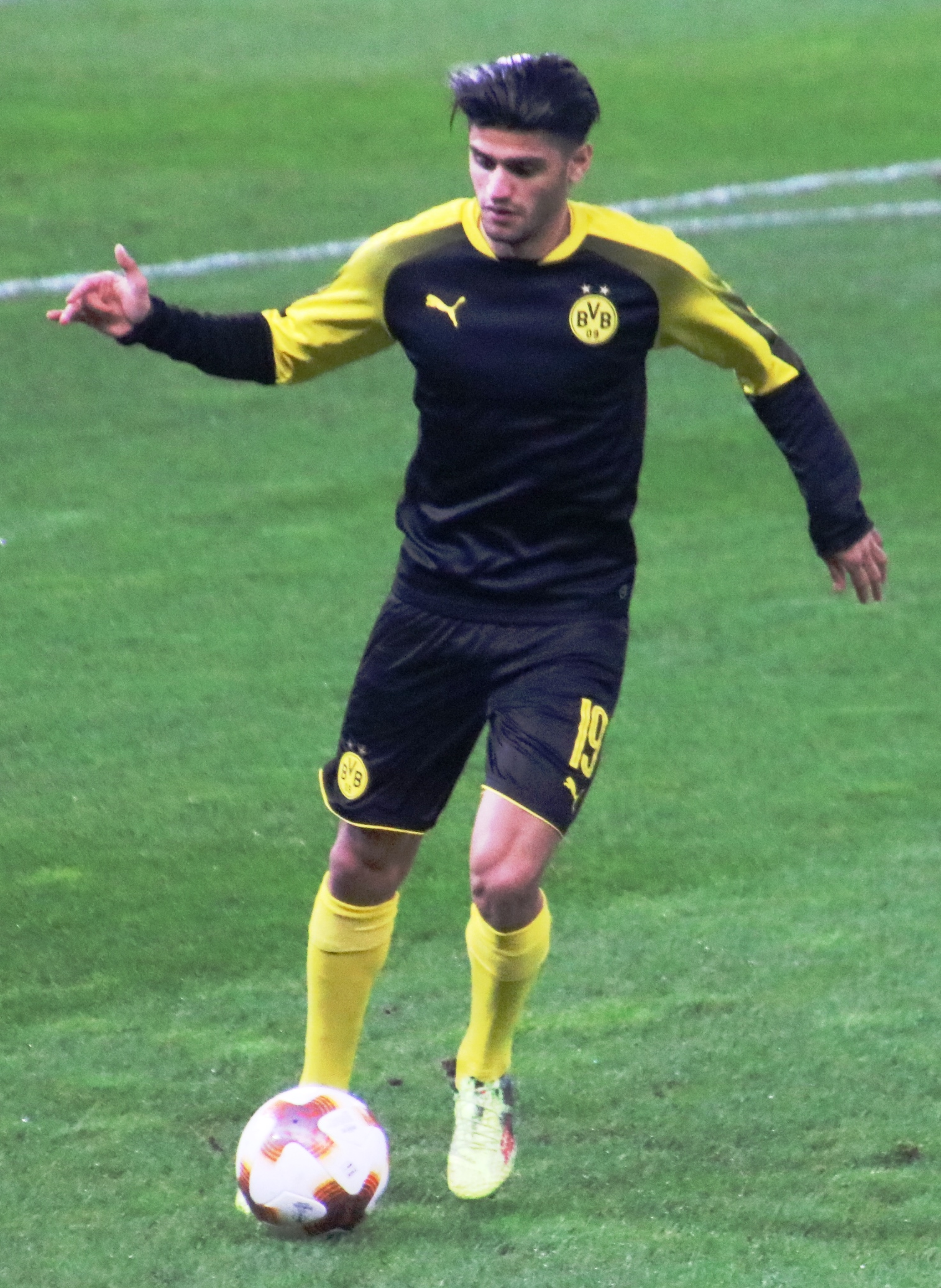
Махмуд Дахуд (2018)

- Бейкер Баракат, боксер і кікбоксер
- Деніз Ундав, футболіст
- Міркан Айдин, футболіст
- Айас Аосман, футболіст
- Юссеф Амін, футболіст
- Джоан Умарі, футболіст [1]
- Хасан Умарі, футболіст [1]
- Ділан Аггюль, футболіст

## Музиканти

### Репери

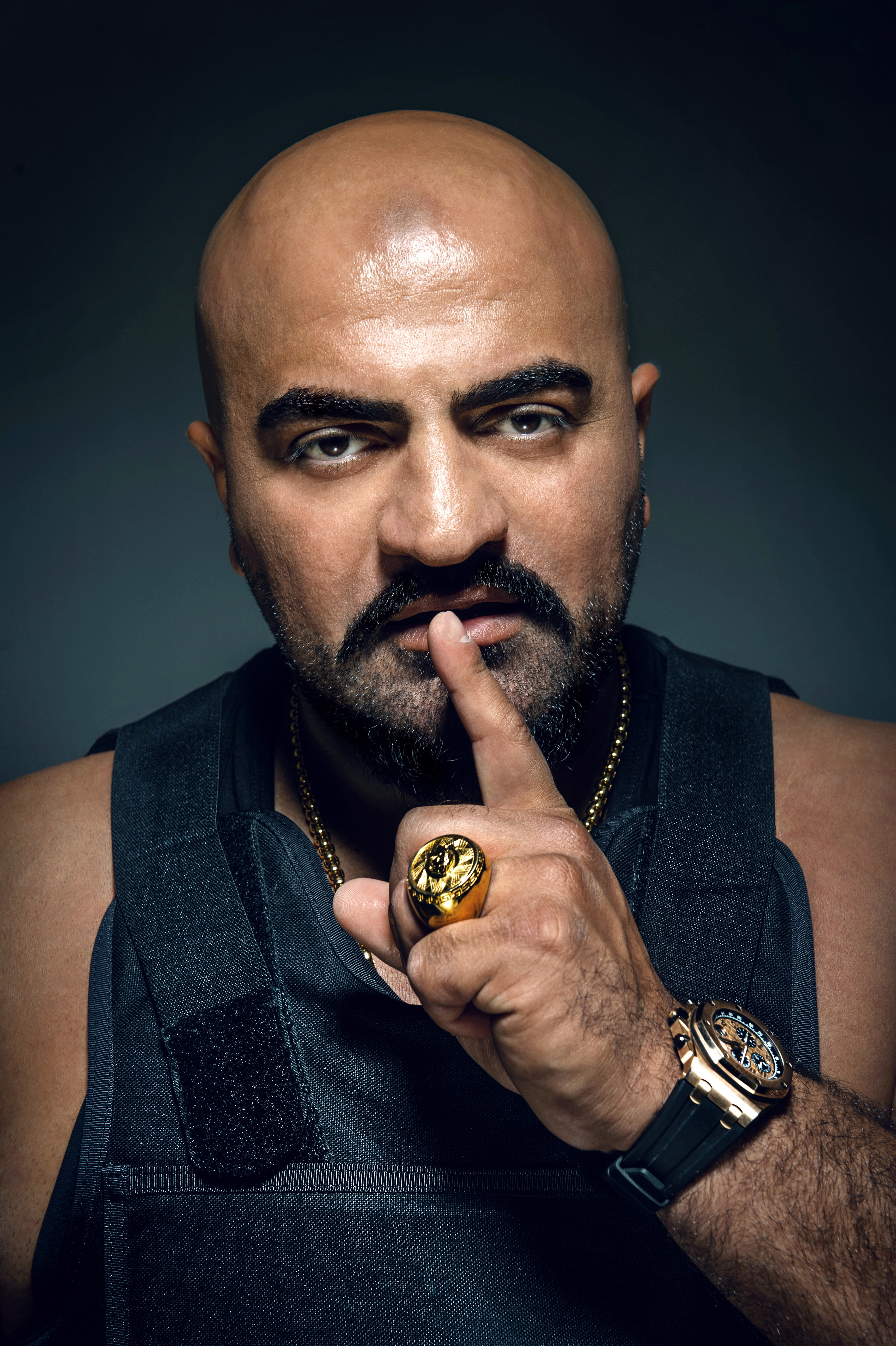
Хатар

- Haftbefehl (батько курд і мати турецька)
- KC Rebell
- Eko Fresh (мати курд, батько турок)
- Азад
- Xatar
- Курдо
- Іно
- Капо (батько курд і мати турецька)
- AK Ausserkontrolle
- Fero47
- Беро Басс

### Співаки

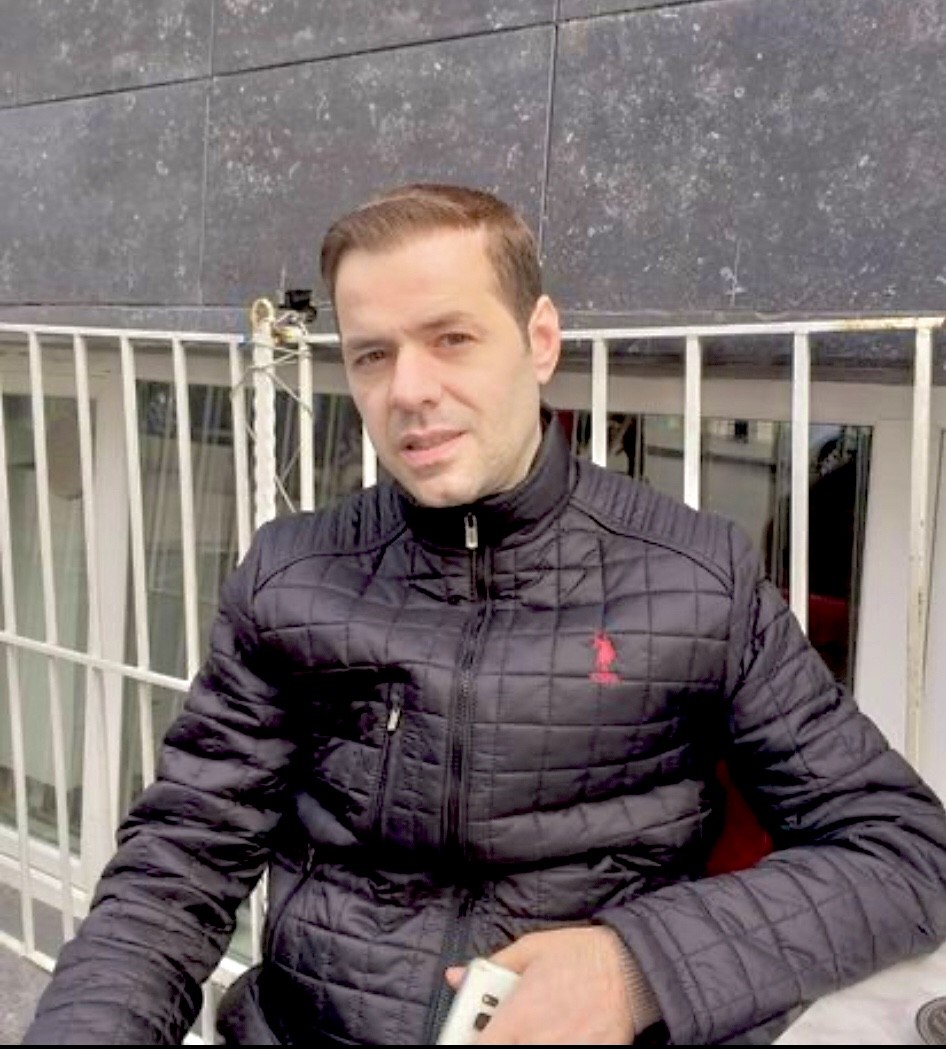
Енгін Нурсані

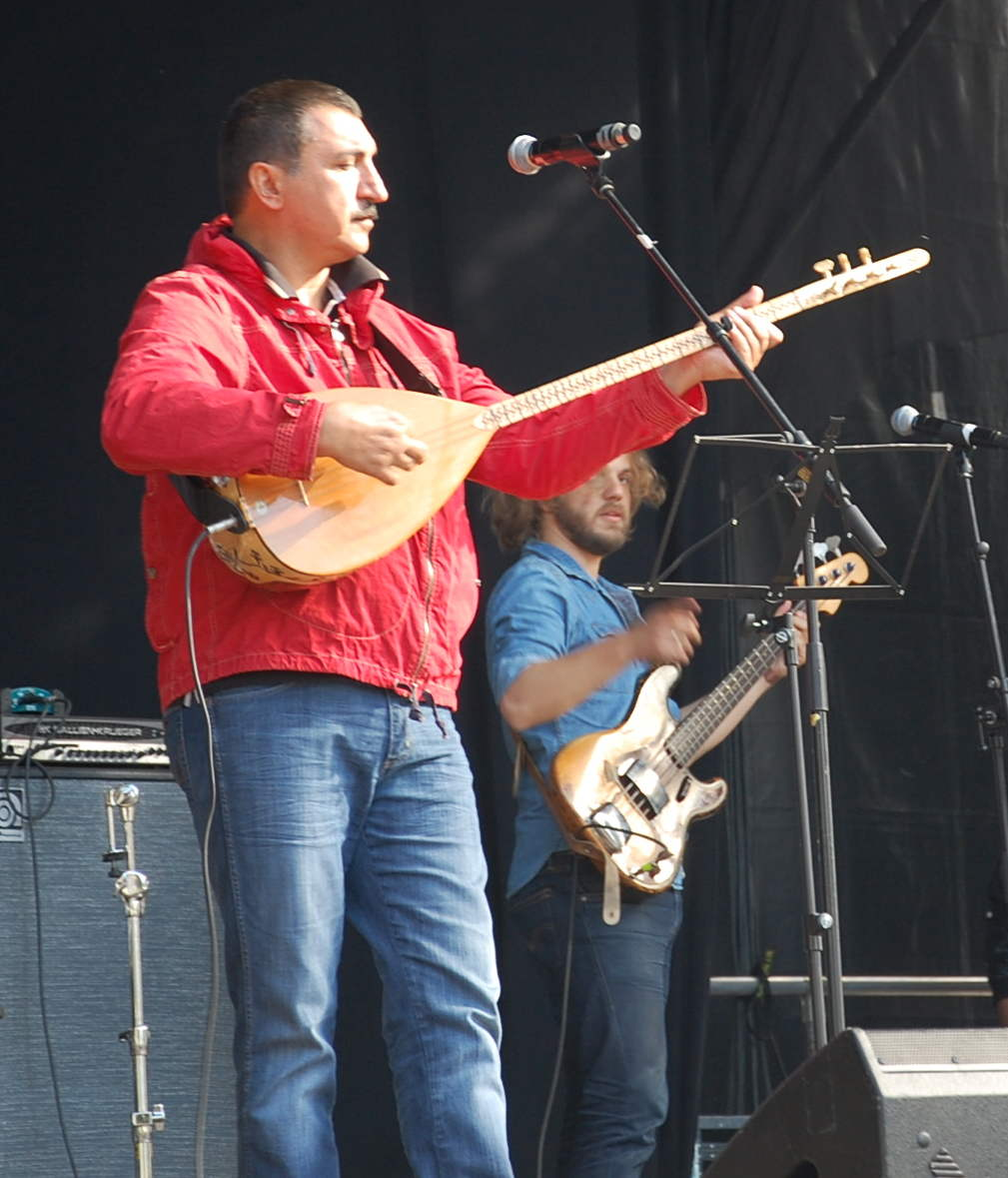
Ферхат Тунч

- Намош
- Ферхат Тунч
- Енгін Нуршані
- Нізаметтін Арич
- Алі Баран
- Хозан Кане
- Серхат Баран

### Діджеї
- Кудр Маверік

## Політики
В німецьких партіях

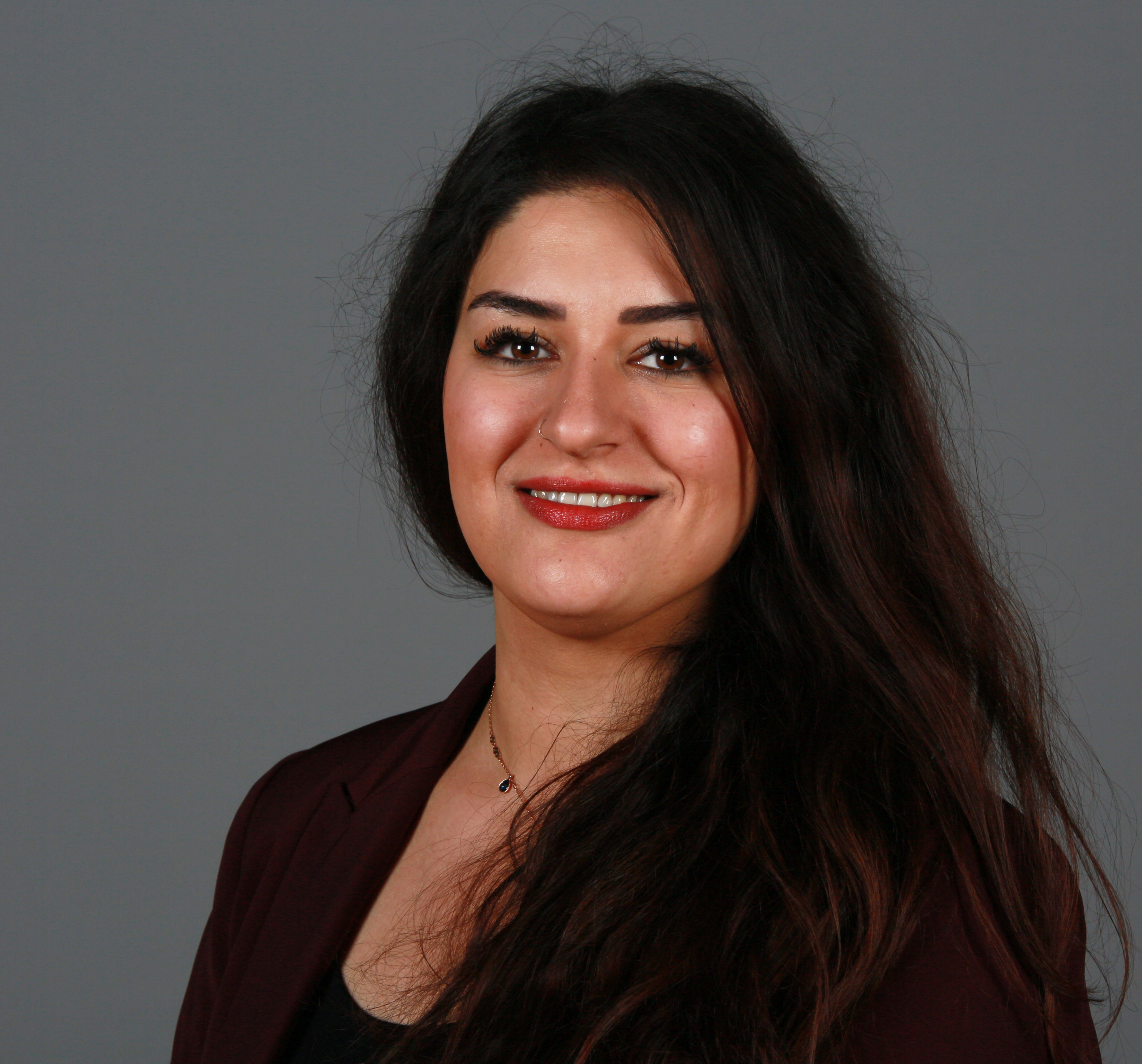
Джансу Оздемір

- Севім Дагделен, німецький політик і член Лівої партії (die Linke)
- Еврім Зоммер, німецький політик
- Гекай Акбулут, німецький політик і соціолог. Зараз вона працює в Бундестазі (федеральному парламенті) як член лівої партії від німецької федеральної землі Баден-Вюртемберг.
- Касем Тахер Салех, німецький інженер-будівельник і політик Альянсу 90/Зелених
- Кенан Енгін, німецько-курдський політолог
- Лейла Гювен, курдський політик
- Ламія Хаджі Башар, правозахисниця. У 2016 році разом з Надією Мурад вона отримала премію Сахарова
- Алі Аталан, курдсько-німецький політик єзидської віри. Він є колишнім членом ландтагу землі Північний Рейн-Вестфалія від Die Linke у Німеччині та парламенту Туреччини від Народно-демократичної партії (HDP).
- Джансу Оздемір, німецький політик із Гамбурга. Вона є членом парламенту Гамбурга
- Мухтерем Арас,  німецький політик від партії «Альянс 90/Зелені». З травня 2011 року вона була членом ландтагу землі Баден-Вюртемберг від виборчого округу Штутгарт I, а з травня 2016 року — депутатом Landtagspräsidentin (спікером).
- Гаміде Акбаїр, німецький політик
- Хюсейн Кенан Айдин, німецький політик і член Die Linke.

в іноземних партіях чи організаціях
- Хаджі Ахмаді (Іран; виріс в Ірані та живе в еміграції в Німеччині)
- Лейла Імрет (виросла в Німеччині та жила в Туреччині)
- Фелекнас Ука (виріс у Німеччині, живе в Туреччині)

## Кіно
- Зюлі Аладаг, кінорежисер, кінопродюсер і сценарист (курдського та турецького походження)
- Айше Полат, сценарист і режисер
- Ясемін Шамдерелі, німецький кінорежисер, сценарист і актриса
- Дюзен Теккал, німецький письменник, тележурналіст, режисер, військовий кореспондент, політолог і соціальний підприємець курдсько-єзидського походження
- Нізаметтін Арич, кінорежисер

## Письменники та література

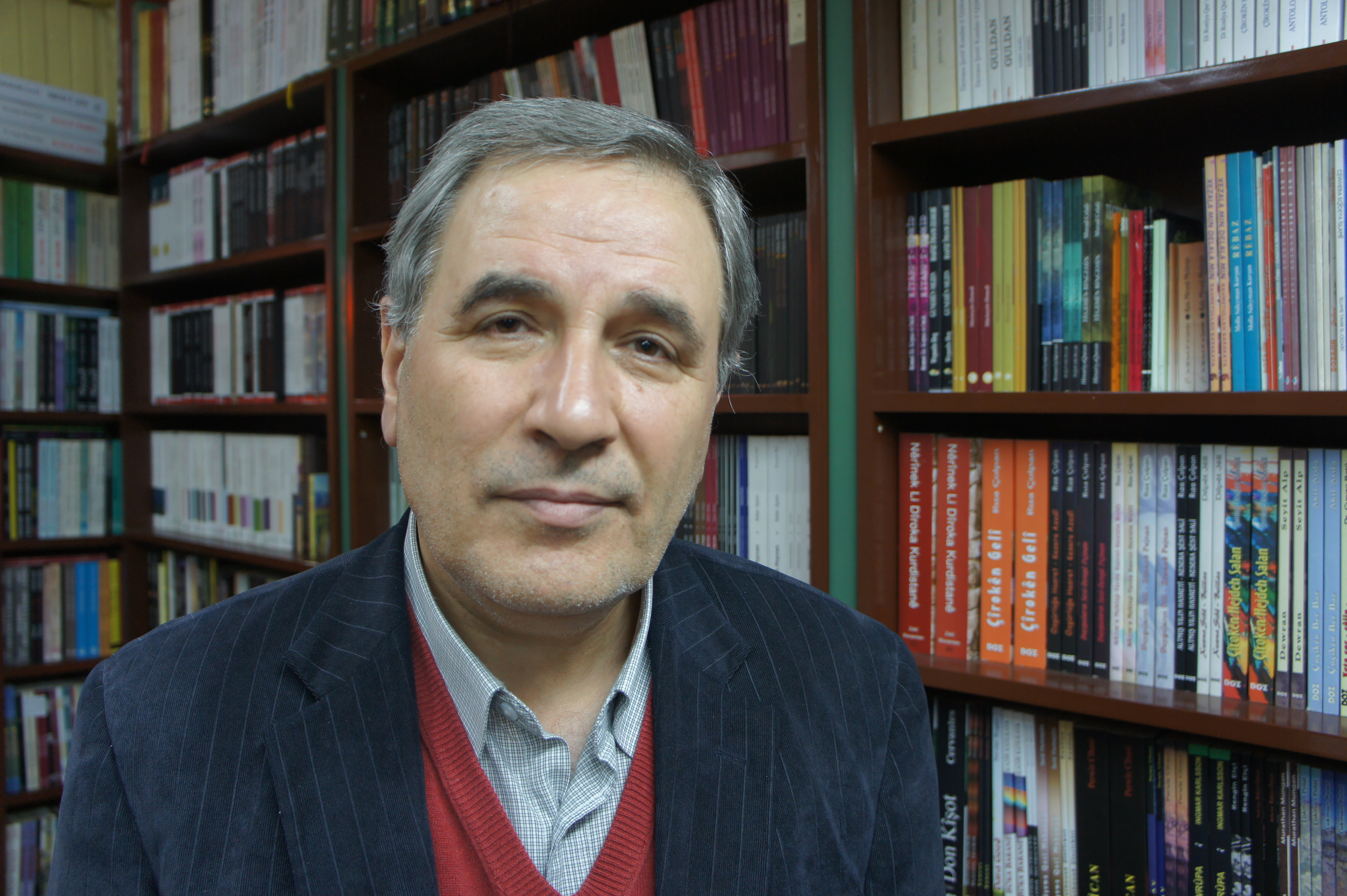
Курдський письменник Рохат Алаком, 2010

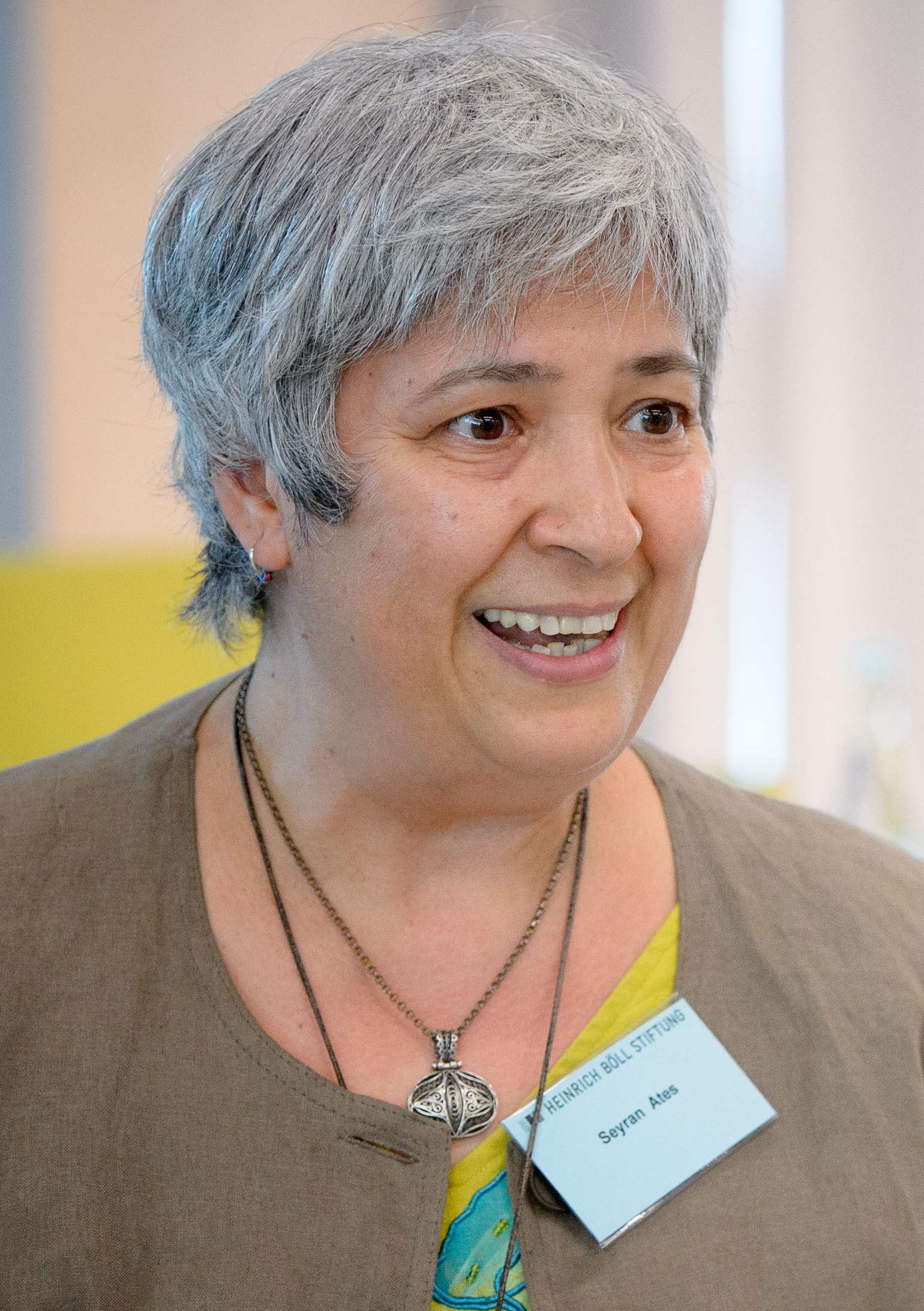
Сейран Атеш

- Сейран Атеш (батько курд і мати турецька)
- Рохат Алаком
- Дюзен Теккал
- Ламія Хаджі Башар
- Eskerê Boyîk
- Надя Мурад
- Бахтяр Алі
- Ескере Бойік, письменниця
- Халіл Рашоу
- Фатма Айдемір, письменниця та журналістка
- Мешале Толу, німецький журналіст і перекладач

## Космонавт
- Жасмін Могбелі, астронавт НАСА та офіцер Корпусу морської піхоти США та льотчик-випробувач

## Різне
- Хатун Сюрюкю, жертва так званого «вбивства честі» її молодшим братом у 2005 році